# Wahlkreis See-Gaster
Der Wahlkreis See-Gaster ist eine Verwaltungseinheit des Schweizer Kantons St. Gallen, die nach der neuen St. Galler Kantonsverfassung vom 10. Juni 2001 gebildet wurde.

## Politik

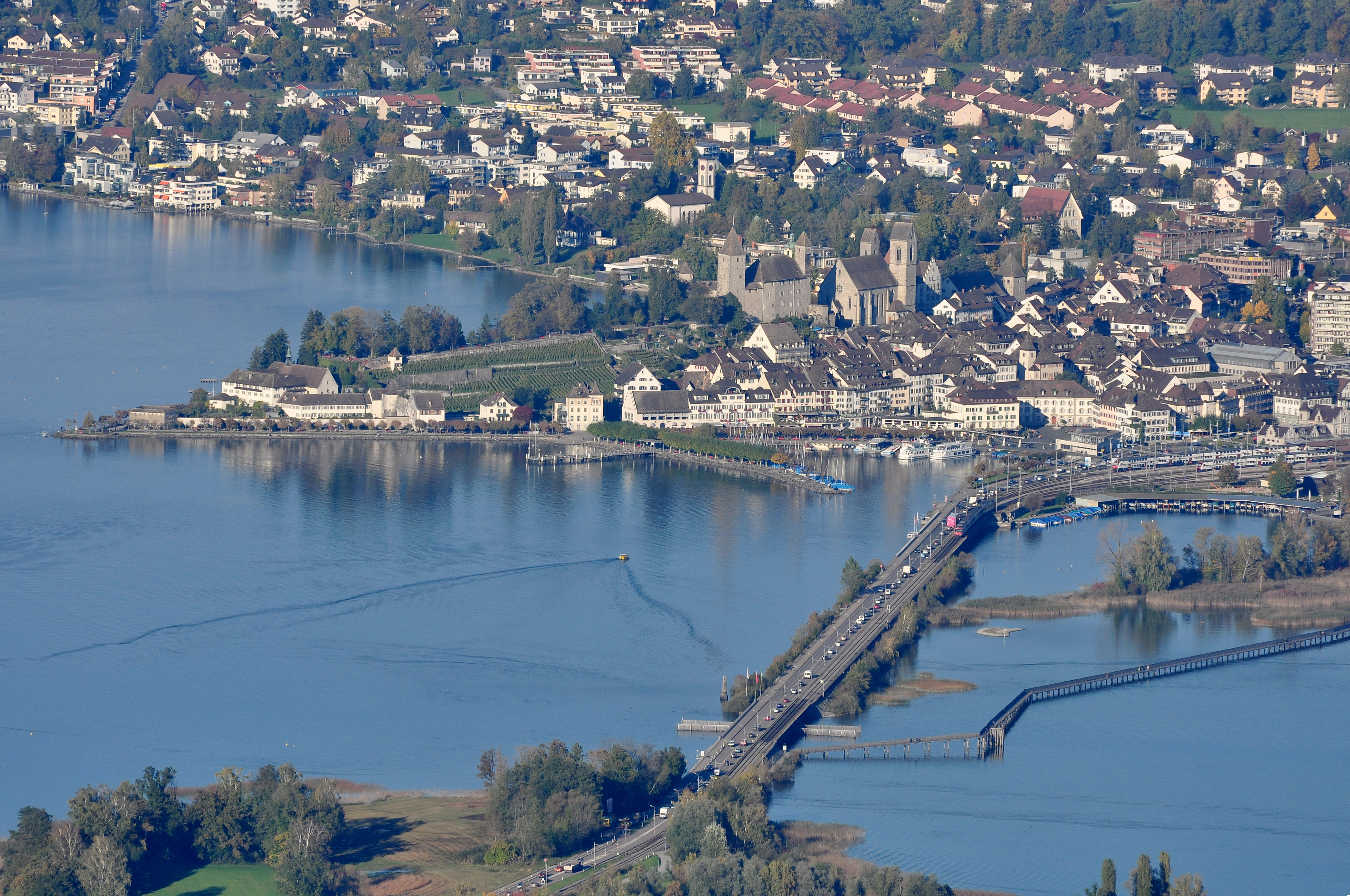
Rapperswil-Jona liegt mitten in der stark wachsenden Agglomeration Obersee.

Für die Mehrheit der Bevölkerung im Wahlbezirk See-Gaster liegt Zürich näher als St. Gallen. Die Region gehört zu den wachstumsstärksten im Kanton und die Steuerkraft ist nirgendwo so hoch in St. Gallen. Einige internationale Unternehmen wie Geberit, Holcim oder Wicor haben ihren Sitz im Wahlkreis. Die Kehrseite des Wachstums ist, dass das Wohnen teuer ist. Beschaulicher geht es am östlichen Ende des Wahlkreises zu, wo am Walensee die Strukturen dörflich und kleinräumig sind.
Für die regionale Identität sind die Kantonsgrenzen zweitrangig. Der Eishockeyclub SC Rapperswil-Jona Lakers hat viele Fans in den Nachbarkantonen.
| Sitze im Kantonsrat (2024–2028)                                             |
| Insgesamt 16 Sitze - Grüne: 1 - SP: 2 - GLP: 1 - Mitte: 4 - FDP: 2 - SVP: 6 |

| Wahljahr  | 2004 | 2008 | 2012 | 2016 | 2020 | 2024 |
| Grüne     | 2    | 1    | 1    | 1    | 2    | 1    |
| SP        | 3    | 1    | 2    | 2    | 2    | 2    |
| GLP       |      |      | 1    |      | 1    | 1    |
| Die Mitte | 9    | 5    | 5    | 4    | 4    | 4    |
| FDP       | 3    | 2    | 2    | 3    | 2    | 2    |
| SVP       | 6    | 6    | 5    | 6    | 5    | 6    |
| insgesamt | 23   | 15   | 16   | 16   | 16   | 16   |

Politisch dominierte in Wahlkreis lange die Christlichdemokratische Volkspartei (CVP), aber auch der liberale Einfluss der FDP war stets stark. Der Kantonsratssitz der Grünliberalen Partei,
die sich in dieser Region schon recht früh etablieren konnten,
fiel 2016 dem Vormarsch der SVP zum Opfer,
konnte aber vier Jahre später wiedergewonnen werden.
Die Entwicklung im Wahlkreis See-Gaster zeigt ein ähnliches Muster wie im restlichen Kanton: Die früher dominante CVP wurde 2008 erstmals von der SVP überholt. Die FDP konnte ihren Rückgang 2012 und 2016 stoppen, die SP bereits ab 2008.

## Politische Gliederung
Der Wahlkreis besteht seit dem 1. Januar 2003 aus den beiden früheren Bezirken See und Gaster. Er umfasst folgende Gemeinden:
Stand: 1. Januar 2013
| Wappen          | Name der Gemeinde | Einwohner (31. Dezember 2023) | Fläche in km² | Einw. pro km² |
| --------------- | ----------------- | ----------------------------- | ------------- | ------------- |
| Amden           | Amden             | 1906                          | 43,05         | 44            |
| Benken          | Benken (SG)       | 3035                          | 16,49         | 184           |
| Eschenbach      | Eschenbach (SG)   | 10'169                        | 54,89         | 185           |
| Gommiswald      | Gommiswald        | 5657                          | 33,59         | 168           |
| Kaltbrunn       | Kaltbrunn         | 5084                          | 18,64         | 273           |
| Rapperswil-Jona | Rapperswil-Jona   | 28'640                        | 22,26         | 1287          |
| Schänis         | Schänis           | 4154                          | 39,90         | 104           |
| Schmerikon      | Schmerikon        | 4162                          | 4,15          | 1003          |
| Uznach          | Uznach            | 7014                          | 7,54          | 930           |
| Weesen          | Weesen            | 1871                          | 5,40          | 346           |
| Total (10)      | Total (10)        | 71'692                        | 245,91        | 292           |

## Veränderungen im Gemeindebestand seit 2003

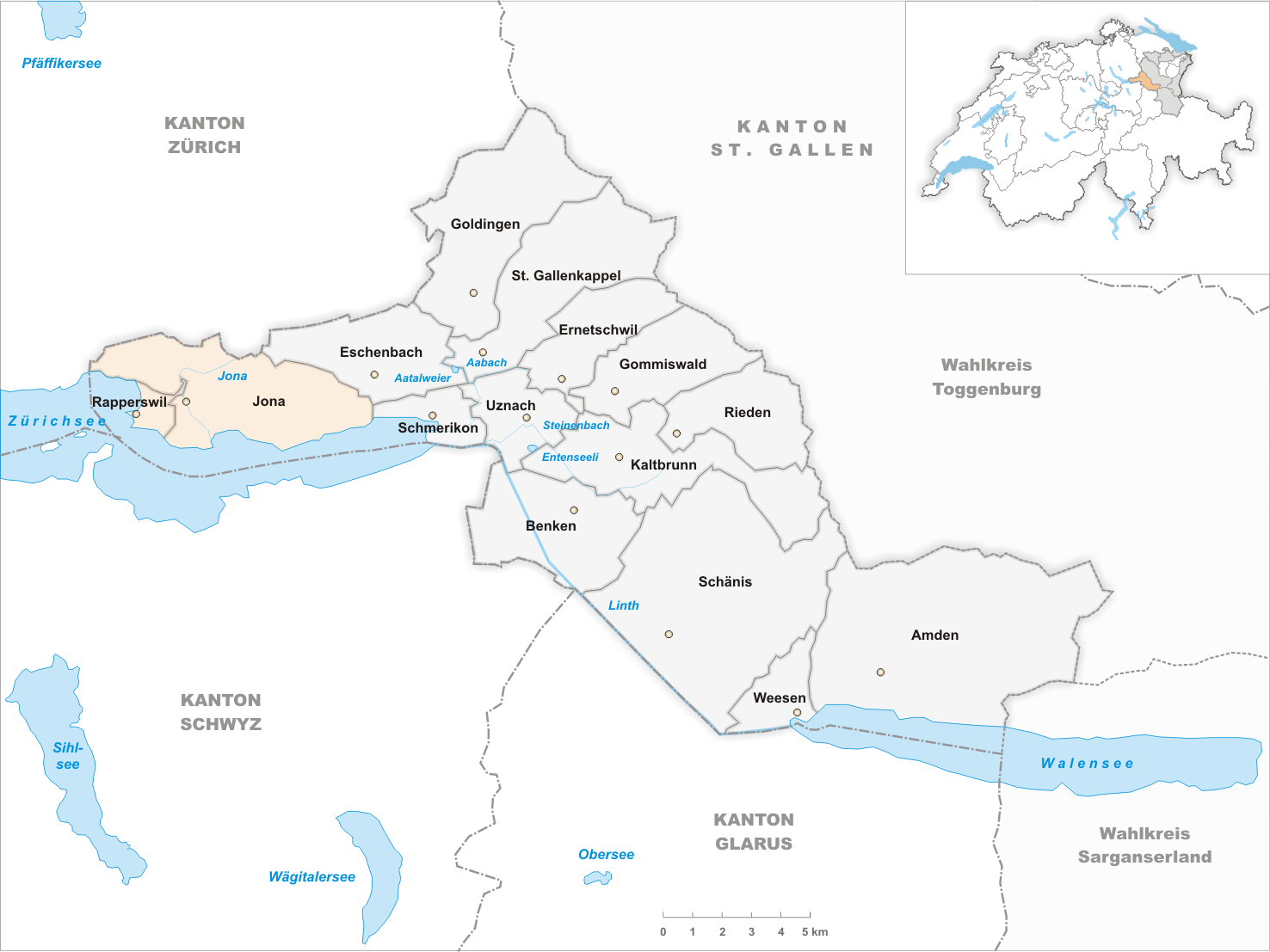
Gemeinden bis 2006
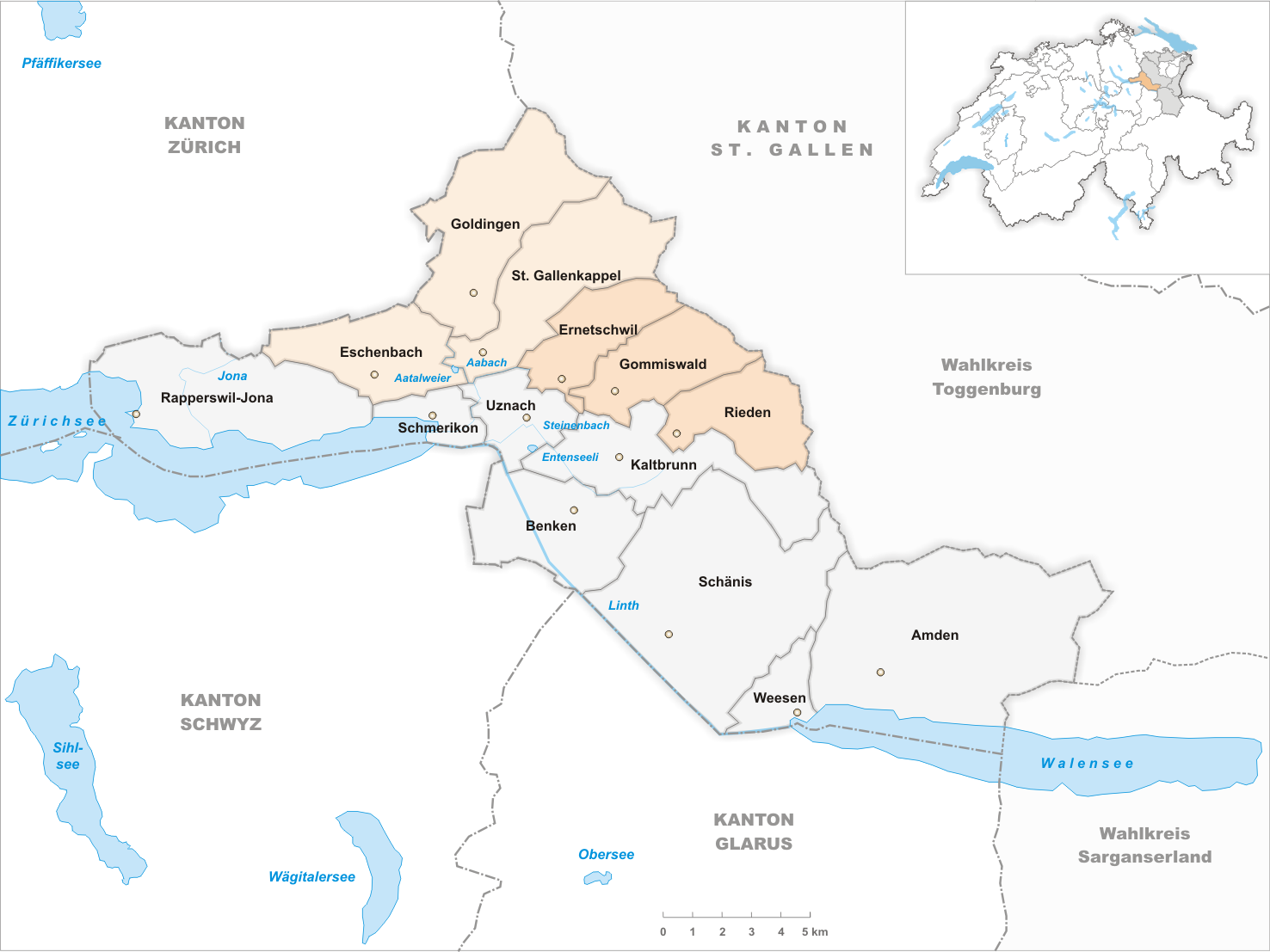
Gemeinden bis 2012

- 2007: Fusion Rapperswil und Jona → Rapperswil-Jona

- 2013: Fusion Rieden, Ernetschwil und Gommiswald → Gommiswald
- 2013: Fusion Eschenbach, Goldingen und St. Gallenkappel → Eschenbach